# 아기를 부탁해! 토츠
아기를 부탁해! 토츠(T.O.T.S.: Tiny One Transport Service)는 2019년 6월 14일부터 디즈니 주니어에서 방송이 되었다. 창작자는 디즈니 채널에 시트콤 Fast Layne와 디즈니 주니어에 리나는 뱀파이어의 트래비스 브라운이 제작을 한 애니메이션이다. 대한민국은 2020년 1월 11일부터 방송이 되었으나, 한국에 디즈니+로 출시 후 공개를 하였다.

## 줄거리
'아기를 부탁해 토츠'는 주인공들이 있는 토츠 사무소에서 아기를 돌보는 내용의 애니메이션이다.

## 등장인물
- 핍 - 토츠의 펭귄 후보대원

- 프레디 - 토츠의 홍학 후보대원

- 케이시 - 놀이방에서 아기를 돌보는 코알라

- 비크먼 대장 - 토츠의 대장

- 미아 - 비크먼 대장이 입양한 아기 고양이

- 장 피에르 - 토츠의 황새 엘리트 대원

- 럭키 - 장 피에르가 입양한 강아지

## 목소리 출연 (원본판)

### 토츠 사무소
- 핍 (Pip the Penguin) - 제트 주젠스마이어
- 프레디 (Freddy the Flamingo) - 크리스찬 J 사이먼
- 케이시 (K.C the Koala) - 메건 힐티
- 비크맨 소장 (Captain Beakman) - 버네사 윌리엄스

## 목소리 출연 (한국어판)

### 토츠 사무소
- 핍 (Pip the Penguin) - 정민석(아역)/김지성[2]
(아역,시즌2(2020.12.5)부터 출연)
- 프레디 (Fredy the Flamingo) - 김명준
- 케이시 (K.C the Koala) - 김가령
- 비크맨 소장 (Captain Beakman) - 은영선
- 장 피에르 - 신용우
- 에이바 (Ava) - 장미

## 우리말 연출
- 한국어 제작 : Disney Character Voices International.Inc.
- 기획 : 디즈니채널코리아(유) → 월트디즈니컴퍼니코리아 유한책임회사